# Aghdara (raion)
Aghdara, ou Ağdərə selon la graphie azérie, est un raion d'Azerbaïdjan, dont le chef-lieu est Aghdara. Il fait partie de la région économique du Karabagh.

## Géographie
Le raion s'étend sur 1 705 km2 dans la région du Haut-Karabagh à l'ouest de l'Azerbaïdjan.

## Histoire
Le 8 août 1930, le raion de Jrabert est créé au sein de l'oblast autonome du Haut-Karabagh dans la république socialiste soviétique d'Azerbaïdjan et rebaptisé raion de Martakert le 17 septembre 1939.
Le 26 novembre 1991, peu après la proclamation de l'indépendance de l'Azerbaïdjan, son Parlement abolit l'autonomie de l'oblast du Haut-Karabagh et le raion est renommé raion d'Aghdara avant d'être dissous le 13 octobre 1992. La plus grande partie de son territoire est intégrée à la région de Martakert au sein de la république du Haut-Karabagh.
Après l'offensive azerbaïdjanaise de septembre 2023, qui force les populations arméniennes à fuir le Haut-Karabagh pour l'Arménie, l'Assemblée nationale recrée le raion d'Aghdara le 5 décembre 2023.